# 宮川晃
宮川 晃（みやかわ あきら、1959年12月4日 - ）は、日本の厚生労働官僚。厚生労働省大臣官房総括審議官や、厚生労働省雇用環境・均等局長、厚生労働審議官等を歴任した。

## 人物・経歴
東京都出身。1983年東京大学法学部卒業、労働省入省。1994年労働省職業安定局雇用政策課課長補佐。1995年労働省職業能力開発局能力開発課課長補佐。1997年労働省労働基準局監督課中央労働基準監察監督官。1998年内閣官房中央省庁等改革推進本部事務局企画官。2000年労働省労働基準局監督課企画官。2001年厚生労働省大臣官房総務課企画官。2002年厚生労働省職業安定局民間需給調整課長。2004年厚生労働省働省職業安定局需給調整事業課長。同年厚生労働省職業安定局高齢・障害者雇用対策部企画課長。2014年厚生労働省職業能力開発局長。2016年厚生労働省大臣官房総括審議官（国会担当）。2017年厚生労働省雇用環境・均等局長。2018年から厚生労働審議官を務め、パリで行われたG7労相会合に出席するなどした。2019年に依願退官。